# Sphenomorphus kuehnei
Sphenomorphus kuehnei este o specie de șopârle din genul Sphenomorphus, familia Scincidae, descrisă de Roux 1910. Conform Catalogue of Life specia Sphenomorphus kuehnei nu are subspecii cunoscute.